# Potos flavus
Il cercoletto o kinkajou (Potos flavus Schreber, 1774) è un mammifero della famiglia dei Procionidi, parente stretto di olingo, coati, procioni e bassarischi. È l'unica specie del genere Potos E. Geoffroy Saint-Hilaire e F. G. Cuvier, 1795. Per il suo aspetto viene talvolta scambiato per un furetto o una scimmia, ma non è affatto imparentato con questi animali. Originario del Centro e Sudamerica, questo mammifero arboricolo non è un animale in pericolo di estinzione, nonostante venga avvistato solo raramente dagli abitanti del luogo a causa delle sue abitudini rigorosamente notturne. Tuttavia, molti esemplari vengono catturati per essere venduti come animali da compagnia o uccisi sia per la pelliccia (utilizzata per confezionare portafogli e selle) che per la carne. In grave pericolo è la popolazione dell'Honduras, tanto che «la CITES ne proibisce il commercio internazionale ... a eccezione di scopi strettamente commerciali ..., ad esempio per ricerche scientifiche». In cattività può vivere fino a 23 anni.

## Descrizione
Il cercoletto misura 81 – 113 cm di lunghezza (dei quali 39,5 - 55,5 sono costituiti dalla coda) e pesa 1,8 - 4,6 kg. Si differenzia da tutti gli altri Procionidi per la sua coda prensile, lunga pressappoco quanto il resto del corpo e rivestita uniformemente di un corto pelo; essa è rotonda in sezione trasversale e si rastrema gradualmente procedendo verso l'estremità. Il cercoletto ha inoltre il capo arrotondato, con il muso smussato all'estremità anteriore, le orecchie piccole e arrotondate, gli occhi sporgenti, con pupille rotonde e l'iride castano-bruna; il tronco allungato è sorretto da arti brevi e robusti; le dita sono unite da una membrana fino a un terzo della loro lunghezza, e sono armate da aguzzi artigli ricurvi. La superficie plantare, che durante gli spostamenti viene appoggiata completamente a terra, è breve e ricoperta di corto pelo nella regione del calcagno, come nelle specie del genere Bassaricyon. Il mantello, corto, foltissimo e morbido come velluto, è di colore variabile dal bruno-olivastro al giallo-bruno, bruno-rossastro o argilla, e con riflessi bronzei sul dorso, su cui talvolta si stende una striscia scura lungo la colonna vertebrale; il ventre è invece di colore giallo-bruno, tè pallido o giallo dorato. La robusta muscolatura craniodorsale è protetta da una pelle molle e cascante, che sull'addome può formare delle pieghe. Al di sotto degli angoli della bocca, dietro la gola e attorno all'ombelico, vi sono delle aree ghiandolari glabre caratteristiche. La formula dentaria è:
| 3.1.3.2 |
| 3.1.3.2 |

## Sistematica
Le 7 sottospecie del cercoletto si differenziano per talune caratteristiche della struttura cranica e dentaria, per la colorazione del mantello e per le dimensioni:
- P. flavus flavus Schreber, 1774;
- P. flavus chapadensis J. A. Allen, 1904;
- P. flavus chiriquensis J. A. Allen, 1904;
- P. flavus megalotus Martin, 1836;
- P. flavus meridensis Thomas, 1902;
- P. flavus modestus Thomas, 1902;
- P. flavus nocturnus Wied-Neuwied, 1826.

## Filogenesi
Gli olingo sono molto simili al cercoletto nell'aspetto e nelle abitudini. Tuttavia, gli studi genetici hanno dimostrato che il cercoletto è un diretto discendente dei più antichi Procionidi ancestrali e non è strettamente imparentato con nessuna delle altre specie viventi di Procionidi. Le somiglianze tra il cercoletto e gli olingo costituiscono, semplicemente, un esempio di evoluzione parallela; i parenti attuali più stretti degli olingo sono i coati. Il cercoletto si differenzia dagli olingo per la coda prensile, il muso più schiacciato, la lingua estroflessibile e la mancanza di ghiandole odorifere anali. L'unico altro carnivoro dotato di coda prensile è il binturong del Sud-est asiatico.
Il cercoletto ebbe origine nel Centroamerica e alcuni milioni di anni fa si diffuse nel Sudamerica, che in precedenza costituiva una massa continentale isolata, durante il grande scambio americano, reso possibile dalla formazione dell'istmo di Panama.

## Distribuzione ed ecologia

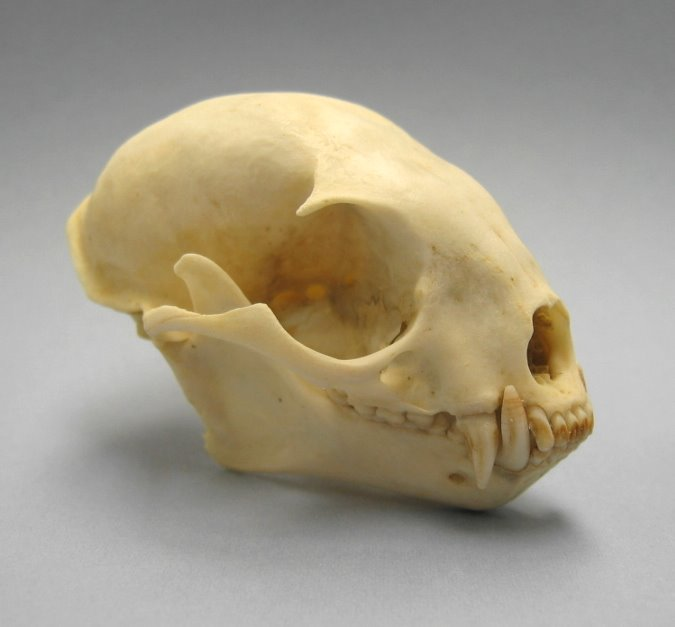
Cranio di cercoletto.

Questo Procionide vive nelle foreste tropicali che si estendono dal Messico meridionale (Stati di Guerrero e Tamaulipas) fino allo Stato brasiliano del Mato Grosso: in questo vastissimo territorio si spinge fino all'altitudine di 2500 m. Esso occupa di notte gli stessi ambienti in cui durante le ore diurne vivono i Cebidi, anch'essi dotati di coda prensile, e sebbene sia quasi ovunque molto comune viene osservato abbastanza di rado poiché è attivo durante la notte e ha l'abitudine di trattenersi esclusivamente tra le chiome degli alberi. Il cercoletto si nutre in prevalenza di vegetali, in particolare di fichi selvatici, avocado, mango, noci dal guscio ancora tenero e leguminose e in piccola parte di insetti: la sua lingua, lunga almeno 12 cm, sottile ed estroflettibile, è infatti particolarmente adatta a togliere la tenera polpa dai frutti, a estrarre nettare e miele e a catturare gli insetti al volo o direttamente nel nido; si ciba inoltre di uova e solo sporadicamente dei piccoli degli uccelli. Durante il giorno dorme raggomitolato su un fianco proteggendosi gli occhi con le zampe anteriori, nella cavità di un albero o tra il fitto e fresco groviglio formato da liane e foglie. Quando si risveglia al crepuscolo stende prima l'uno e poi l'altro braccio, sbadigliando ed estroflettendo la lingua, e quindi inarca il dorso e si siede spingendo in avanti la coda tra le gambe. Si gratta poi rapidamente con gli arti anteriori, cominciando dalla coda e passando infine alle zampe e ai fianchi.

## Biologia

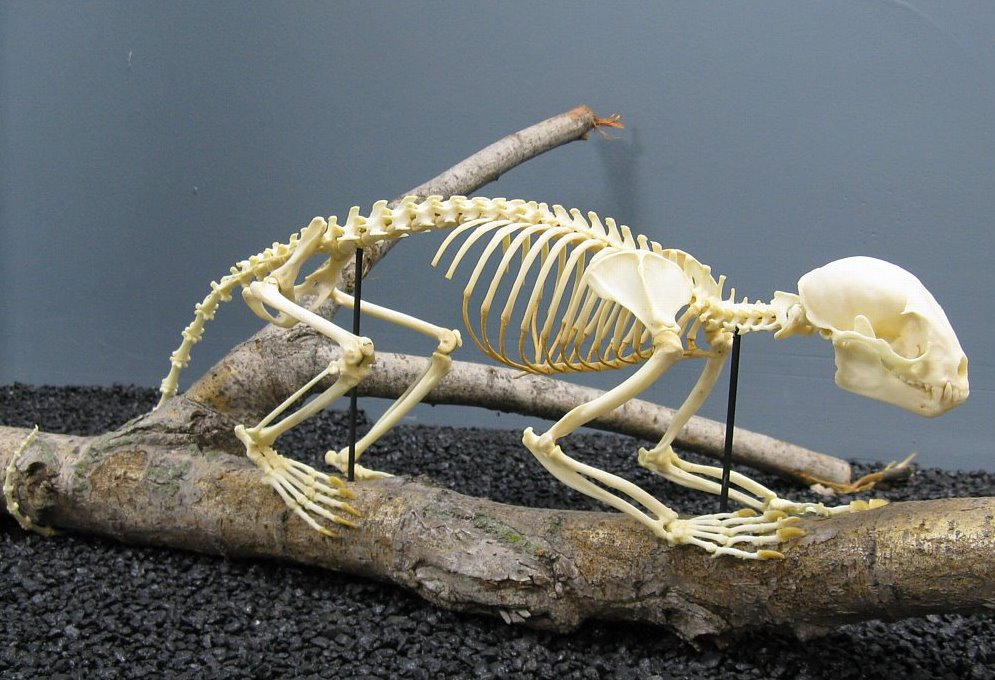
Scheletro di cercoletto in mostra al Museo di Osteologia di Oklahoma City.

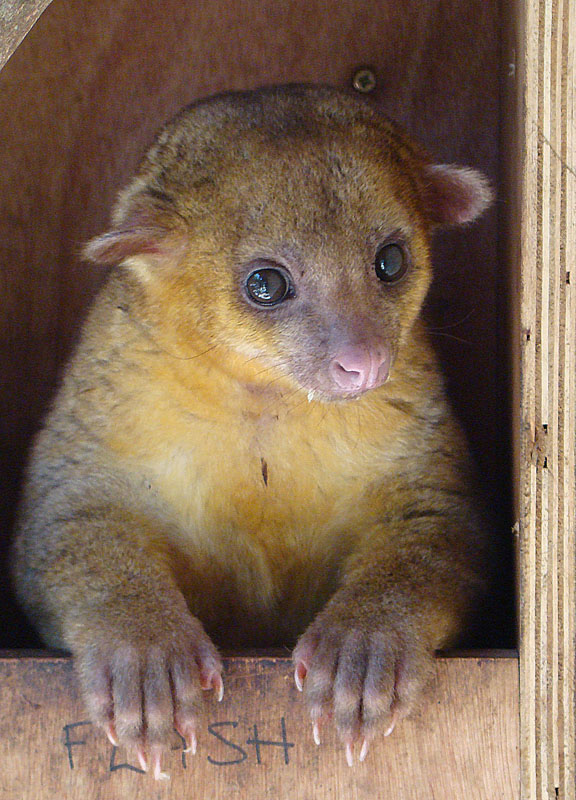
Primo piano di cercoletto.

Allorché corre veloce su rami sottili e liane, il cercoletto si mantiene in equilibrio con opportuni movimenti della coda; quando invece si sposta guardingo da un albero all'altro, tra il groviglio delle fronde, ovvero si arrampica o discende lungo i tronchi, ne avvolge l'estremità a una fronda o a un ramo, lasciando la presa solo se i piedi hanno trovato un appiglio più sicuro. Mentre si muove velocemente fa inoltre ruotare all'infuori e in avanti le braccia, tenendo le mani piegate verso l'interno: un simile gesto con ogni probabilità si è sviluppato con l'adattamento alla vita arboricola, e ha lo scopo di evitare una caduta. Ogni albero carico di frutti esercita una forte attrazione su questi Procionidi, che vi si dirigono isolatamente, a coppie o a piccoli gruppi: spesso su tali piante finiscono pertanto per raccogliersi fino a una dozzina di cercoletti, che sibilando e strillando si gettano avidi sui frutti maturi afferrandoli con la bocca o con le mani, dopo averli fiutati con attenzione. Se durante il pasto vengono spaventati, smettono di mangiare e fanno udire una sorta di grugnito, seguito da una serie di suoni che ricordano il latrato di un cane. Mentre mangia il cercoletto può assumere le posizioni più diverse: stando seduto o supino stringe il frutto tra le mani e sovente anche con un piede, oppure tenendosi aggrappato a un ramo con la coda e i piedi si lascia penzolare a testa ingiù, mentre con le mani porta alla bocca i pezzi di cibo, che divora avidamente. Talvolta si raggomitola parzialmente su un fianco, e mentre mastica solleva e ruota il capo in modo davvero grottesco. Al contrario di lagotrici e ateli, il cercoletto per afferrare o sollevare il cibo non si serve della coda, che manca del resto dei cuscinetti tattili caratteristici di quelle scimmie.

### Struttura sociale
I cercoletti formano piccole schiere in cui non vige una precisa gerarchia e solo di rado si puliscono reciprocamente il mantello, dimostrando pertanto uno scarso spirito sociale. Mediante il secreto delle loro ghiandole cutanee lasciano sui rami dei marchi odorosi; poiché tuttavia gli animali non hanno l'abitudine di difendere il territorio personale, questi marchi sono probabilmente un mezzo per meglio riconoscere l'ambiente comune, e quindi favorire il raggruppamento dei vari individui, forse anche per tracciare dei percorsi e per aiutare maschi e femmine a ritrovarsi. Il secreto delle ghiandole presenti sul collo e sulla mandibola della femmina esercita sul maschio un'azione stimolante al momento dell'accoppiamento.

### Riproduzione

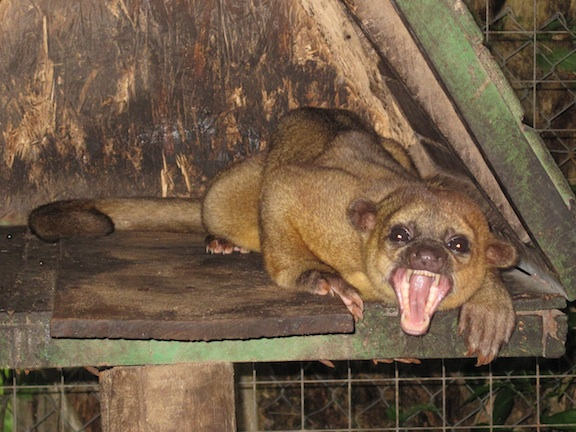
Un cercoletto in Costa Rica.

La riproduzione non è legata a una stagione ben precisa: quando la femmina è in calore lascia udire, all'avvicinarsi del compagno, un «fischio di sottomissione», mentre il maschio, prima e durante l'accoppiamento, eccita la compagna massaggiandole i fianchi con l'ausilio di un grande osso sesamoide, presente nella parte interna del carpo. Dopo una gestazione di 112 - 118 giorni, la femmina (che è dotata di 2 soli capezzoli) dà alla luce nella cavità di un albero 1 o 2 piccoli; essi misurano circa 30 cm, hanno un peso di 150 - 200 g e sono ricoperti di un morbido pelo grigio-argenteo, con le punte nere, talmente corto e rado sull'addome da farlo sembrare nudo. Il meato uditivo si apre tra il primo e il quinto giorno, e gli occhi tra il settimo e il diciannovesimo, mentre la coda diviene perfettamente prensile tra il secondo e il terzo mese. Quando è spaventato, il piccolo lascia udire una sorta di sbuffo, mentre di fronte a uno stimolo molesto (sia pur debole) reagisce con un fischio piagnucoloso, che si trasforma in uno stridulo grido se lo stato di inquietudine continua: in simile eventualità la madre cerca di tranquillizzarlo emettendo un suono che ricorda il frinire delle cicale, e che utilizza anche quando vuole indurre il figlio a seguirla. Dapprima, tuttavia, lo trasporta afferrandolo alla gola con la bocca. All'età di 7 settimane il piccolo comincia ad arricchire la propria alimentazione con cibi solidi e viene svezzato al quarto mese, quando può considerarsi pressoché autosufficiente; i maschi sono in grado di riprodursi a circa un anno e mezzo, le femmine a 27 mesi. Un cercoletto dello zoo di Amsterdam visse fino a 23 anni e 7 mesi; secondo i dati in nostro possesso, questa è l'età massima raggiunta da uno di tali Procionidi. Gli animali si riproducono di quando in quando anche in cattività, come accadde, ad esempio, per anni allo zoo di Francoforte; in tale sede fu possibile osservare che gli adulti e i piccoli colà nati rispettavano appieno il ritmo nictemerale, evidentemente innato: durante le ore diurne dormivano infatti profondamente, sebbene la gabbia fosse esposta alla luce e si sentisse il chiasso prodotto dai visitatori, e si destavano solo al calare della sera, rimanendo attivi per tutta la notte.

## Conservazione
Pur essendo assolutamente privo di importanza dal punto di vista commerciale, il cercoletto viene cacciato in taluni territori per le sue carni, che forniscono cibo a molte tribù indigene, e in misura minore per il suo mantello, utilizzato per la fabbricazione di portamonete e cinture. È tenuto invece in maggior considerazione come «animale domestico»: se è allevato in cattività fin da piccolo e curato opportunamente, diviene di solito assai mansueto.